# تترادیمیت
تترادیمیت  (به انگلیسی: Tetradymite) با فرمول شیمیایی Bi2Te2S از مجموعه کانی هاست و با آب شستشو می‌شود. کانی مشابه شامل ناگی آژیت (Nagyagite) است. از کلمه یونانی tetradumos به معنای چهاربرابر گرفته شده‌است. محلول در اسید سولفوریک و اسید نیتریک Bi:۵۹٫۲۷٪ S:۴٫۵۵٪ Te:۳۶٫۱۸٪ همراه با انکلوزیون هایSe,Au ,Pb. برای اولین بار در چک اسلواکی کشف شد و از نظر شکل بلور: رومبوئدر - ماکله، رنگ: خاکستری فولادی متمایل به زرد، جلا: فلزی، رخ: کامل - مطابق باسطح، سیستم تبلور: تری کلینیک و در رده‌بندی سولفور است و منشأ تشکیل آن هیدروترمال است.
همایند کانی‌شناسی (پارانژ) آن ناگی آژیت- بیسموتینیت- پیریت و غیره است
کاربرد آن: کانسار تلور، کانسار بیسموت، از نظر ژیزمان پولکهای قابل انعطاف - دانه‌ای کمیاب است و بیشتر در رومانی، آمریکا و ژاپن یافت می‌شود.